# Mari Holden
Mari Holden, née le 30 mars 1971 à Milwaukee, est une coureuse cycliste américaine. Elle a notamment été championne du monde du contre-la-montre en 2000, médaillée d'argent de cette discipline aux Jeux olympiques de 2000 à Sydney et six fois championne des États-Unis, dont cinq fois en contre-la-montre.
Elle est intronisée au Temple de la renommée du cyclisme américain en 2016.
En 2014 et 2015, elle est directrice sportive de l'équipe Twenty16-Sho-Air.

## Palmarès
- 1995
  -  Championne des États-Unis du contre-la-montre
- 1996
  -  Championne des États-Unis du contre-la-montre
- 1997
  - 2e du championnat des États-Unis du contre-la-montre
- 1998
  -  Championne des États-Unis du contre-la-montre
- 1999
  -  Championne des États-Unis sur route
  -  Championne des États-Unis du contre-la-montre
  - 3e étape du Women's Challenge
  - 2e du Women's Challenge
  - 2e du Trofeo Alfredo Binda-Comune di Cittiglio
- 2000
  -  Championne du monde du contre-la-montre
  -  Championne des États-Unis du contre-la-montre
  - Tour of the Gila
  -  Médaillée d'argent du contre-la-montre aux Jeux olympiques
- 2001
  - 2e du championnat des États-Unis du contre-la-montre
  -  vainqueure du classement de la montagne
- 2004
  - 1re étape de la Valley of the Sun Stage Race
  - 4e étape du Tour of the Gila
- 2006
  - 1re étape de la Vuelta de Bisbee
  - 3e de la Vuelta de Bisbee